# دهستان بم‌پشت
دهستان بم‌پشت، یکی از دهستان‌های بخش بم‌پشت شهرستان سراوان در استان سیستان و بلوچستان ایران است. مرکز این دهستان، شهر سیرکان است.

## جمعیت
بر پایه سرشماری عمومی نفوس و مسکن در سال ۱۳۹۵، جمعیت دهستان بم‌پشت برابر با ۱۴٬۴۸۱ نفر بوده‌است.